# Distrito de Boulay-Moselle
El distrito de Boulay-Moselle (en francés arrondissement de Boulay-Moselle) era una división administrativa francesa, que estaba situado en el departamento de Mosela, de la región de Lorena. Contaba con 3 cantones y 96 comunas.

## Supresión del distrito
El gobierno francés decidió en su decreto ministerial n.º 2014-1721, de 29 de diciembre de 2014, suprimir los distritos de Boulay-Moselle, Château-Salins, Metz-Campiña y Thionville-Oeste, y sumarlos a los distritos de Forbach, Sarrebourg, Metz-Villa y Thionville-Este respectivamente, a fecha efectiva de 1 de enero de 2015, excepto el caso de los distritos de Château-Salins y Sarrebourg que lo fueron a fecha efectiva de 1 de enero de 2016.
Con la unión de los distritos de Boulay-Moselle y 
de Forbach, se formó el nuevo distrito de Forbach-Boulay-Moselle.

## División territorial

### Cantones
Los cantones del distrito de Boulay-Moselle eran:
1. Boulay-Moselle
2. Bouzonville
3. Faulquemont

### Comunas
| 1. Adaincourt (57007)             | 2. Adelange (57008)                 | 3. Alzing (57016)                      | 4. Anzeling (57025)                     |
| 5. Arraincourt (57027)            | 6. Arriance (57029)                 | 7. Bambiderstroff (57047)              | 8. Bannay (57048)                       |
| 9. Berviller-en-Moselle (57069)   | 10. Bettange (57070)                | 11. Bibiche (57079)                    | 12. Bionville-sur-Nied (57085)          |
| 13. Bisten-en-Lorraine (57087)    | 14. Boucheporn (57095)              | 15. Boulay-Moselle (57097)             | 16. Bouzonville (57106)                 |
| 17. Brettnach (57110)             | 18. Brouck (57112)                  | 19. Château-Rouge (57131)              | 20. Chémery-les-Deux (57136)            |
| 21. Colmen (57149)                | 22. Condé-Northen (57150)           | 23. Coume (57154)                      | 24. Creutzwald (57160)                  |
| 25. Créhange (57159)              | 26. Dalem (57165)                   | 27. Dalstein (57167)                   | 28. Denting (57172)                     |
| 29. Elvange (57190)               | 30. Falck (57205)                   | 31. Faulquemont (57209)                | 32. Filstroff (57213)                   |
| 33. Flétrange (57217)             | 34. Fouligny (57230)                | 35. Freistroff (57235)                 | 36. Gomelange (57252)                   |
| 37. Guerstling (57273)            | 38. Guerting (57274)                | 39. Guinglange (57276)                 | 40. Guinkirchen (57277)                 |
| 41. Hallering (57284)             | 42. Ham-sous-Varsberg (57288)       | 43. Han-sur-Nied (57293)               | 44. Hargarten-aux-Mines (57296)         |
| 45. Haute-Vigneulles (57714)      | 46. Heining-lès-Bouzonville (57309) | 47. Helstroff (57312)                  | 48. Herny (57319)                       |
| 49. Hestroff (57322)              | 50. Hinckange (57326)               | 51. Holacourt (57328)                  | 52. Holling (57329)                     |
| 53. Hémilly (57313)               | 54. Laudrefang (57386)              | 55. Longeville-lès-Saint-Avold (57413) | 56. Mainvillers (57430)                 |
| 57. Many (57442)                  | 58. Marange-Zondrange (57444)       | 59. Menskirch (57457)                  | 60. Merten (57460)                      |
| 61. Momerstroff (57471)           | 62. Mégange (57455)                 | 63. Narbéfontaine (57495)              | 64. Neunkirchen-lès-Bouzonville (57502) |
| 65. Niedervisse (57507)           | 66. Oberdorff (57516)               | 67. Obervisse (57519)                  | 68. Ottonville (57530)                  |
| 69. Piblange (57542)              | 70. Pontpierre (57549)              | 71. Roupeldange (57599)                | 72. Rémelfang (57567)                   |
| 73. Rémering (57570)              | 74. Saint-François-Lacroix (57610)  | 75. Schwerdorff (57640)                | 76. Teting-sur-Nied (57668)             |
| 77. Thicourt (57670)              | 78. Thonville (57673)               | 79. Tritteling-Redlach (57679)         | 80. Tromborn (57681)                    |
| 81. Téterchen (57667)             | 82. Vahl-lès-Faulquemont (57686)    | 83. Valmunster (57691)                 | 84. Varize (57695)                      |
| 85. Varsberg (57696)              | 86. Vatimont (57698)                | 87. Vaudreching (57700)                | 88. Velving (57705)                     |
| 89. Villing (57720)               | 90. Vittoncourt (57726)             | 91. Voelfling-lès-Bouzonville (57749)  | 92. Voimhaut (57728)                    |
| 93. Volmerange-lès-Boulay (57730) | 94. Zimming (57762)                 | 95. Ébersviller (57186)                | 96. Éblange (57187)                     |